# Escaldes-Engordany
Escaldes-Engordany is een van de zeven parochies van Andorra en telde volgens een schatting van de statistische dienst van Andorra in 2016 14.521 inwoners. De parochie is in 1978 afgesplitst van Andorra la Vella en vormt hierna de parochie met de meeste inwoners. In tegenstelling tot de andere parochies die naar de hoofdplaats genoemd zijn, heeft Escaldes-Engordany zijn naam aan twee plaatsen te danken: Escaldes en Engordany.

## Geografie
Naast Escaldes en Engordany bevinden zich in de parochie de volgende gehuchten:
- El Fener
- Els Vilars d'Engordany
- Engolasters

## Toerisme en bezienswaardigheden
In Escaldes-Engordany bevinden zich meerdere thermen. De naam Les Escaldes is daarvan afgeleid. De thermen van Caldea zijn een grote toeristische trekpleister. Daarnaast staat de parochie onder meer bekend om de Madriu-Claror-Perafitavallei, die werelderfgoed is, een internationaal jazzfestival en de 12e-eeuwse Sint-Michaëlskerk van Engolasters.
Escaldes-Engordany was in 2011 de Hoofdstad van de Catalaanse Cultuur.

## Geboren in Escaldes-Engordany
- Antoni Martí (1963-2023), architect en politicus